# Hysterium sinuosum
Hysterium sinuosum är en svampart som beskrevs av Cooke 1880. Hysterium sinuosum ingår i släktet Hysterium och familjen Hysteriaceae.   Inga underarter finns listade i Catalogue of Life.